# Beata Poźniak
Beata Poźniak Daniels (née le 30 avril 1960) est une actrice, réalisatrice, peintre, écrivaine et activiste pour les droits de l'homme polonaise et américaine.

## Jeunesse
Beata Poźniak est né à Gdansk en Pologne. Elle est première au concours d'entrée de l'école nationale de cinéma de Łódź, où elle sort diplômée d'un master à 22 ans.
Elle joue son premier rôle dans Le Tambour en tant que figurante. Par la suite, elle tourne dans de nombreux films et travaille également en tant que mannequin. Elle a notamment été modèle pour le calendrier de l'équipe polonaise de football.

## Carrière

### Cinéma et télévision
Beata Pozniak se fait découvrir du public américain lorsqu'Oliver Stone la choisit pour jouer dans JFK dans le rôle de Marina Oswald. Ce rôle lui ouvre les portes du monde du cinéma. Elle joue par la suite dans plus de 30 films, téléfilms et séries télévisées dans le monde entier. Elle joue Susanna Luchenko dans Babylon 5, apparaît dans The Young Indiana Jones Chronicles, dans Dark Skies ou encore dans JAG. Dans Melrose Place, elle joue la docteure Katya Fielding.
Elle a aussi réalisé des films, le premier étant le court-métrage Mnemosyne, où elle utilise plusieurs de ses peintures.

### Théâtre
Elle crée en 1989 la troupe de théâtre expérimental Discordia. La troupe se dissout en 1992.

### Art
Beata Pozniak est aussi peintre. Elle utilise parfois ses peintures dans ses films.

## Activisme
Quelques années après son arrivée aux États-Unis à la fin des années 1980, Pozniak s'engage dans une campagne de mobilisation auprès du gouvernement américain pour que soit reconnue la journée internationale des femmes. Son activisme permet l'introduction dans le droit américain d'une journée internationale des femmes en 1994.

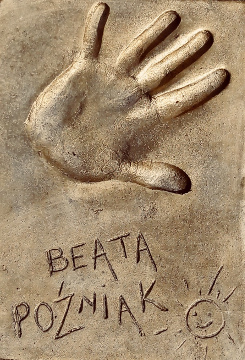
Empreinte d'une main de Beata Pozniak

## Filmographie
| Année | Titre                               | Rôle                       | Notes                                   |
| ----- | ----------------------------------- | -------------------------- | --------------------------------------- |
| 2019  | L'Ombre de Staline (Mr. Jones)      | Rhea Clyman                | Basée sur une histoire vraie            |
| 2018  | Scenes in a Mind                    | Katrina Farnwald           | Basée sur une histoire vraie            |
| 2016  | All These Voices                    | Beata                      | Récompensée d'un Student Academy Awards |
| 2015  | An Unknown Country                  | Coproducteur               | Nommée aux Emmy Award de 2018           |
| 2014  | People on the Bridge                | Wisława Szymborska         | Également réalisatrice                  |
| 2010  | The Officer's Wife                  | Cecylia                    | Documentaire                            |
| 2010  | Ojciec Mateusz                      | Ewa Pol                    | Série télévisée                         |
| 2009  | On Profiles in Courage              | Host                       | Également réalisatrice                  |
| 2007  | Zlotopolscy                         | Helena                     | Série télévisée                         |
| 2006  | Cyxork 7                            | Jacey Anderson             |                                         |
| 2006  | Miriam                              | Margritas                  | Basée sur une histoire vraie            |
| 2004  | Freedom from Despair                | narratrice                 | Documentaire primée                     |
| 2002  | The Drew Carey Show                 | Raisa                      | Série télévisée                         |
| 2002  | Philly                              |                            | Série télévisée                         |
| 2002  | Mnemosyne                           | Director                   |                                         |
| 2001  | Family Law (TV series)              | Mary Kobish                | Série télévisée                         |
| 2001  | Mixed Signals                       | Erica Chamberlain          |                                         |
| 1999  | Enemy Action                        | Fatima                     |                                         |
| 1998  | Women's Day: The Making of a Bill   | Invitée                    |                                         |
| 1997  | Pensacola: Wings of Gold            | Eva Terenco                |                                         |
| 1997  | Babylon 5 ep "Rising Star"          | President Susanna Luchenko |                                         |
| 1997  | Dark Skies                          | Ludmila                    | Série télévisée                         |
| 1997  | JAG                                 | Malka Dayan                | Série télévisée                         |
| 1995  | War & Love                          | Ingrid Steiner             |                                         |
| 1995  | A Mother's Gift                     | Kristine Reinmuller        |                                         |
| 1995  | Psychic Detective                   | Laina Pozok                |                                         |
| 1993  | Melrose Place                       | Dr. Katya Petrova Fielding | Série télévisée                         |
| 1993  | Wild Palms                          | Tambor                     |                                         |
| 1993  | The Young Indiana Jones Chronicles' | Irene                      |                                         |
| 1993  | Mad About You                       | Masha                      | Série télévisée                         |
| 1992  | At Night the Sun Shines             | Anabelle                   | Produit par Robert Wise                 |
| 1991  | Ferdydurke                          | Flora Gente                | Réalisé par Jerzy Skolimowski           |
| 1991  | Ramona!                             | Ms. White                  |                                         |
| 1991  | JFK                                 | Marina Oswald              | 8 nominations aux Oscars, 2 récompenses |
| 1989  | Stan wewnętrzny                     | Woman in Black             |                                         |
| 1989  | White in Bad Light                  | Narrator                   |                                         |
| 1987  | Vie en Images                       | Alicja Eber                | Basée sur une histoire vraie            |
| 1986  | A Chronicle of Amorous Accidents    | Zosia                      | Andrzej Wajda                           |
| 1985  | Hamlet in the Middle of Nowhere     | Ophelia                    |                                         |
| 1985  | Rozrywka po staropolsku             |                            |                                         |
| 1982  | Kłamczucha                          | uczennica                  |                                         |
| 1981  | Man of Iron                         |                            | Réalisé par Andrzej Wajda               |
| 1980  | Pierścień w świńskim ryju           |                            |                                         |
| 1980  | Tango ptaka                         | Karolinka                  |                                         |
| 1979  | Le Tambour                          |                            | Réalisé par Volker Schlöndorff          |

## Livres audios
- 2015 : "The Tsar of Love and Techno" Penguin Random House - Meilleure livre audio de 2015 pour le Washington Post
- 2014 : "Empress of the Night: A Novel of Catherine the Great" (19-hour audio book) publié par Random House
- 2012 : "The Winter Palace: A Novel of Catherine the Great" (19-hour audio book) publié par Random House